# Bosmanovo pravilo
Union Royale Belge des Sociétés de Football Association ASBL protiv Jean-Marca Bosmana (1995) C-415/93 odluka je Europskog suda iz 1995. godine (poznata kao Bosmanovo pravilo). Odluka se odnosi na slobodu kretanja radnika i slobodu udruživanja, i izravni učinak članka 39. Ugovora o Europskoj zajednici (sada članak 45. Ugovora o funkcioniranju Europske unije). Slučaj je bila važna odluka o slobodnom kretanju radne snage i imala je dubok učinak na transfere nogometaša unutar Europske unije.
Odluka je zabranila ograničenja za strane igrače, a državljane drugih država iz EU-a unutar nacionalnih liga i omogućila igračima da prijeđu u drugi klub unutar EU na kraju ugovora bez plaćanja naknade za transfer.
Presuda je donesena objedinjavanjem tri odvojena pravna slučaja, od kojih su svi uključivali belgijskog igrača Jean-Marca Bosmana:
- Belgijski nogometni savez protiv Jean-Marca Bosmana
- RFC de Liège protiv Jean-Marca Bosmana i drugih
- UEFA protiv Jean-Marca Bosmana

## Činjenice
Jean-Marc Bosman bio je igrač RFC Liègea u belgijskoj prvoj ligi, čiji je ugovor istekao 1990. Želio je promijeniti momčad i prijeći u francuski klub Dunkerque. Međutim, Dunkerque je odbio ispuniti zahtjev za naknadu za transfer njegovog belgijskog kluba, pa je Liège odbio pustiti Bosmana.
U međuvremenu je Bosmanu smanjena plaća jer više nije bio igrač prve momčadi. Predao je svoj slučaj Europskom sudu u Luksemburgu i tužio zbog ograničenja trgovine, pozivajući se na Fifina pravila.

## Presuda
Sud je 15. prosinca 1995. presudio da je sustav takav kakav je uspostavljen, stavio ograničenje na slobodno kretanje radnika i zabranio ga člankom 39. stavkom 1. Ugovora o Europskoj zajednici (sada članak 45. stavak 1. Ugovora o Europskoj uniji funkcioniranje Europske unije ). Bosman i svi ostali nogometaši EU dobili su pravo na besplatni transfer istekom ugovora, pod uvjetom da pređu iz kluba jednog nogometnog saveza u klub drugog nogometnog saveza, oba iz država Europske unije.

## Značaj
Prije presude Bosmanu, profesionalni klubovi u nekim dijelovima Europe (ali ne, na primjer, u Španjolskoj i Francuskoj) uspjeli su spriječiti igrače da se pridruže klubu u drugoj zemlji čak i ako su im ugovori istekli. U Ujedinjenom Kraljevstvu sudovi za transfere su postojali od 1981. godine kako bi rješavali sporove oko naknada između klubova prilikom prebacivanja igrača na kraju njihovih ugovora. Bosmanovo pravilo značilo je da bi igrači mogli preći u novi klub na kraju ugovora, a da njihov stari klub ne dobije odštetu. 
Bosmanovo pravilo također je zabranilo domaćim nogometnim ligama u državama članicama EU-a, a također i Uefi, nametanje kvota stranih igrača na način da su diskriminirajuće za državljane država EU-a. I danas mnoge lige, pa čak i Uefina natjecanja imaju ograničenje na broj stranaca u pojedinom natjecanju, ali se ovim pravilom državljani država Europske unije više ne smatraju se u tom smislu strancima u bilo kojoj drugoj državi Europske unije.
Prema studiji iz 2021. godine, Bosmanovo pravilo povećalo je konkurentnost reprezentativnog nogometa jer je potaknulo veći razvoj talenta iz manjih država. Međutim, to je smanjilo konkurenciju u Ligi prvaka, jer su neafirmirane momčadi prodavale svoje najbolje igrače umjesto da se natječu protiv najboljih momčadi.

### Klubovi
Presuda je značila da klubovi više ne mogu blokirati transfer ili zahtijevati naknadu od igrača ili od odredišnog kluba, ako je igrač napustio klub na kraju svojih ugovora.
Bosmanovo pravilo izravno se poklopilo s novom erom financijskih dobitaka u nogometu. 2005. godine UEFA je izjavila da nastoji popraviti aspekte presude jer se vjerovalo da je ona uzrok sve većeg jaza između bogatih i siromašnih između elitnih i manjih klubova.

## Vanjske poveznice
- Tekst presude ESL -a EUR-Lex, Ured za publikacije Europske unije
- Pearson, Geoff. The Bosman Case, EU Law and the Transfer System. Football Industry Group, University of Liverpool. Inačica izvorne stranice arhivirana 28. listopada 2012. Pristupljeno 24. siječnja 2008.
- What was the Bosman ruling? The one minute guide. OpenLearn. The Open University. Pristupljeno 25. rujna 2015.